# Eduard Koerner

Eduard Koerner (vor 1924)

Eduard Koerner, auch: Edvard Koerner (* 6. August 1863 in Tachau, Böhmen, Kaisertum Österreich; † 29. März 1933 in Prag, Tschechoslowakei) war ein tschechischer Politiker und Jurist. Er war Abgeordneter zum Österreichischen Abgeordnetenhaus und Abgeordneter zum Böhmischen Landtag.

## Leben
Eduard Koerner wurde als Sohn des Direktors des Städtischen Brauhauses in Pilsen geboren. Er besuchte das Gymnasium in Pilsen und studierte danach Rechtswissenschaften an der Tschechischen Universität in Prag. Er promovierte zum Dr. jur. und arbeitete in der Folge als Rechtsanwalt in Prag. Er war zunächst Vizepräsident der Advokatenkammer für Böhmen und wurde in der Folge mehrfach auch zum Vorsitzenden der Advokatenkammer in Prag gewählt. Im Hochverratsprozess gegen die Politiker Karel Kramář, Alois Rašín und Vincenc Červinka trat Koerner 1916 als Verteidiger auf.
1907 wurde er als Vertreter der Jungtschechen in den Böhmischen Landtag gewählt, bei der Reichsratswahl 1911 trat er ebenfalls für die Jungtschechen im Wahlkreis Böhmen 20 an, der Städte wie Laun in Mittelböhmen umfasste. Koerner konnte im ersten Wahlgang bereits 48,2 Prozent der Stimmen auf sich vereinen und setzte sich in der Stichwahl mit rund 57 Prozent gegen Václav Beneš von der Tschechischen Sozialdemokratischen Partei durch. Er gehörte im Abgeordnetenhaus dem Tschechischen Klub an und war langjähriges Mitglied im Justizausschuss sowie zeitweise Mitglied im Bodenentschuldungsausschuss, Mitglied im Legitimationsausschuss, Mitglied im Finanzausschuss, Mitglied im Preßausschuss und Mitglied des Verfassungsausschusses. Nach dem Ersten Weltkrieg wurde Koerner 1919 tschechoslowakischer außerordentlicher diplomatischer Bevollmächtigter für die Elbschifffahrt in Deutschland, 1922 wurde er zum tschechoslowakischen Gesandten in Berlin ernannt. Er wurde später Präsident des Obersten Rechnungs- und Kontrollamtes in Prag.

## Auszeichnungen
- Offizier des Franz-Joseph-Ordens

## Publikationen
- Die soziale Frage unserer Studenten, 1896
- Das neue Gesetz über Gewerbegerichte und das Gerichtswesen in Prozessen des gewerblichen Arbeitsverhältnisses, 1899
- Wirkungsbeschränkung oder Reform der Schwurgerichte, 1904
- Die Stellung der Advokatur im staatlichen und gesellschaftlichen Organismus, 1904
- Über die nationale Sprachenfrage in Zisleithanien, 1906
- Über die verhältnismäßige Vertretung bei den Wahlen, 1907
- Gewerbepolitik, 1908